# Little Falls (Wisconsin)
Little Falls – miasto w Stanach Zjednoczonych, w stanie Wisconsin, w hrabstwie Monroe.